# Дербедень
 Дербедень  — село в Альметьевском районе Татарстана. Входит в состав Альметьевского сельского поселения.

## География
Находится в юго-восточной части Татарстана на расстоянии приблизительно 15 км по прямой на запад-северо-запад от районного центра города Альметьевск.

## История
Основано во второй половине XVIII века. Упоминалось также как Новые Ляки.

## Население
Постоянных жителей было: в 1870—558, в 1897—1055, в 1913—1486, в 1920—1422, в 1926—1405, в 1938—789, в 1949—653, в 1958—687, в 1970—596, в 1979—377, в 1989—170, в 2002 − 146 (русские 83 %), 175 в 2010.